# PowerVR

PowerVR es el departamento de hardware y software gráfico de Imagination Technologies (antes VideoLogic). Actualmente está centrada en el diseño de chips gráficos para teléfono móvil y otros dispositivos portátiles.
Hacia 1997-2002 estuvo presente en el mercado de GPU para ordenadores y videoconsolas, mercado del que se retiró

## Series de Productos
- Series 1: chips para tarjeta aceleradora 3D, que necesitaba una tarjeta gráfica SVGA adicional para la parte 2D, es decir un planteamiento similar al de la 3dfx Voodoo. Aunque alguna tarjeta llevó este chip (como la Matrox M3d) no alcanzó la popularidad de las Voodoo1 o Voodoo 2 de 3dfx

- Series 2: utilizadas en las Sega Dreamcast y Sega NAOMI

- Series 3 (Kyro): chips KYRO, KYRO II y KYRO IISE para tarjetas gráficas. Se comercializaron para competir, con un precio más asequible, con las Geforce 2 de Nvidia y la primera generación de ATI Radeon. Pero la ausencia de Transform and Lighting(T&L) por hardware las penalizó.

- Series 4 (KYRO III): cancelada, se pretendía una KYRO II con T&L

- Series 5 MBX, MVED/VXD y SGX: gama actual (2005) (de chips gráficos utilizado en teléfonos móviles (como el Apple iPhone 4, Nokia N9, Motorola Defy, Samsung Galaxy S, Sony Ericsson Vivaz) y otros dispositivos portátiles (como reproductores de vídeo, PDA y GPS)